# Alberto Teisaire
Alberto Teisaire (Mendoza, 20 de mayo de 1891 - Capital Federal, 11 de septiembre de 1963) fue un militar y político argentino, perteneciente a la Armada, que se desempeñó como vicepresidente de la Nación entre 1954 y 1955 (tras ser elegido en elecciones especiales), senador nacional entre 1946 y 1954, presidente provisional del Senado entre 1947 y 1953, ministro de Marina entre 1944 y 1945; y ministro del Interior entre 1944 y 1945.

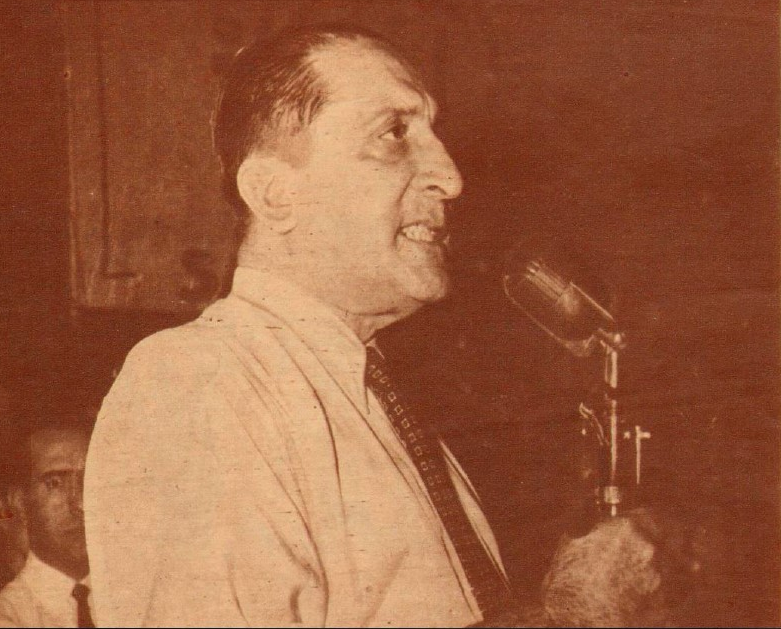
Teisaire en 1954.

Fue fundador del Partido Independiente, uno de los tres partidos que en 1946 sostuvieron la candidatura presidencial de Juan Domingo Perón. Durante la dictadura militar Revolución del 43, desempeñó sucesivamente los cargos de ministro de Marina (1944 y 1945) y ministro del Interior (1944-1945). Fue elegido también tres veces senador nacional por la ciudad de Buenos Aires, en 1946, 1949 y 1952.
Durante la dictadura militar autodenominada Revolución Libertadora hizo una declaración, que fue filmada, sobre los crímenes que atribuía al gobierno de Perón, que fue proyectada en todos los cines.

## Biografía

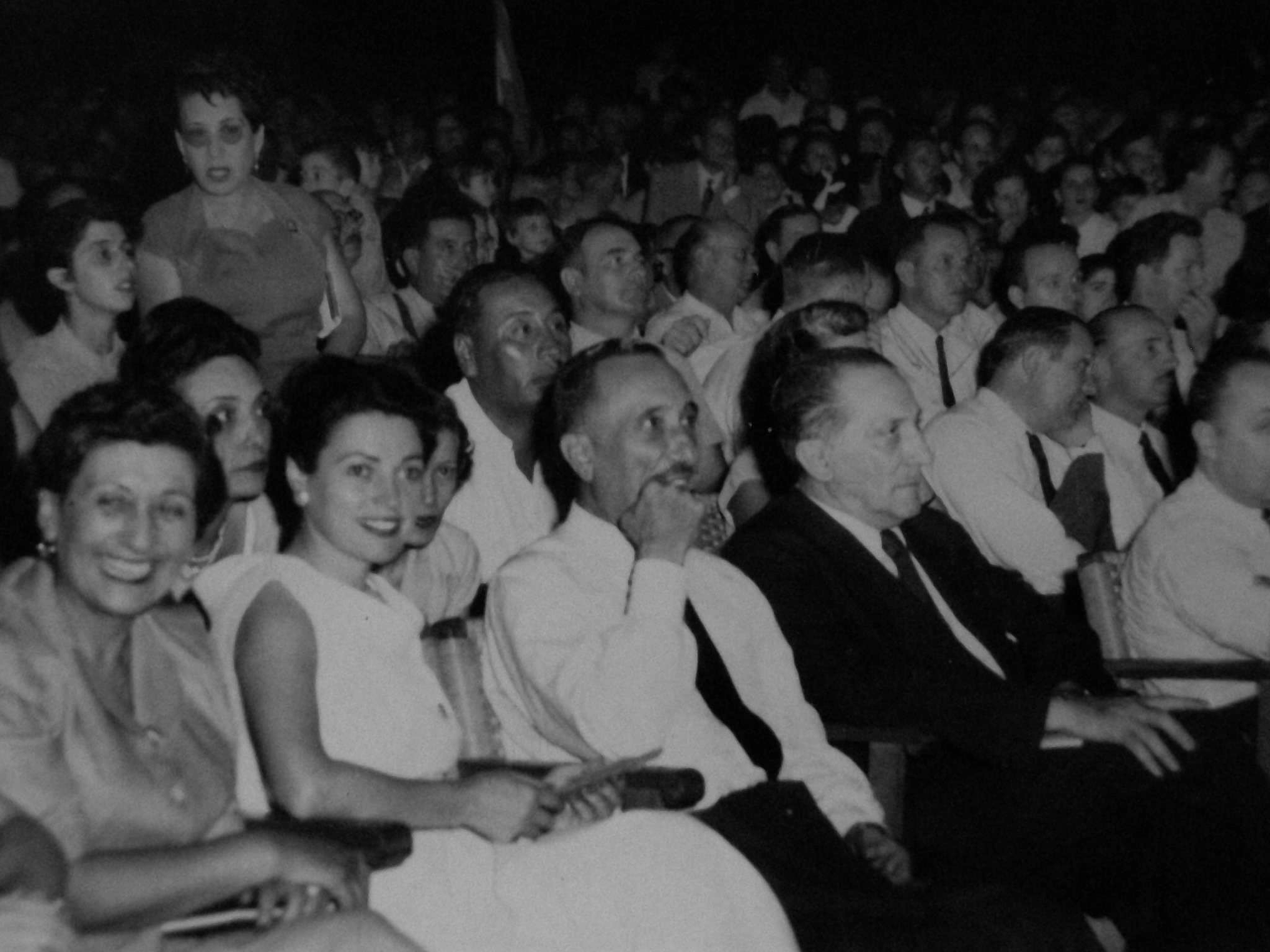
Alberto Teisaire, vicepresidente de Argentina, junto al gobernador de Formosa Iglesias Paiz (se encuentra a su izquierda) y Antenor Gauna (Se encuentra detrás de Teisaire, al fondo a la derecha)

Alberto Teisaire nació el 20 de mayo de 1891 en la ciudad de Mendoza siendo hijo de la familia conformada por Eduardo Teisaire y Clementina Cejas. Su padre fue el fundador del diario El Debate, que en 1890 había servido como la principal oposición al gobierno de Miguel Juárez Celman en Mendoza. En 1891 fue uno de los fundadores de la Unión Cívica Radical en la provincia, perteneciendo al sector que lideró Leandro Alem y luego al de Bernardo de Irigoyen. Posteriormente fue cooptado por los conservadores y fue secretario del gobernador Emilio Civit; pero retornó a las filas radicales con la llegada de Hipólito Yrigoyen a la presidencia y en 1918 se había convertido en el principal operador político de José Néstor Lencinas. En 1920 fue electo senador nacional pero el Senado de la Nación rechazó su diploma. Era también hermano de Eduardo Teisaire, quien fue uno de los principales dirigentes del radicalismo unionista de la provincia de Santa Fe, y que fue diputado nacional entre 1939 y 1942 y candidato a gobernador provincial en 1946. 
Alberto Teisaire ingresó a la Escuela Naval de la Armada Argentina en el año 1908. Durante la Primera Guerra Mundial fue comisionado para participar en la Escuadra de los Estados Unidos, donde prestó servicios en destroyers y submarinos. Prestó servicios en los cruceros "San Martín", "Patria", "9 de Julio", "Almirante Brown", y "Buenos Aires", entre otras embarcaciones. Fue comandante de la Fragata "Presidente Sarmiento" en su XXXV viaje de instrucción en el año 1935. A su paso por Alemania, Teisaire fue recibido por el entonces canciller Adolf Hitler a bordo de su yate Grille, en una entrevista que duró 20 minutos. Fue jefe de la Secretaría de Marina durante el ministerio de Eleazar Videla en la presidente del general Agustín P. Justo. Luego fue Jefe del Estado Mayor de la Escuadra de Ríos entre 1938 y 1940, en el ministerio de León Scasso. 
Durante la Revolución del 43 fue nombrado el 29 de febrero de 1944 por el presidente de facto Edelmiro Julián Farrell como ministro de Marina en reemplazo del contralmirante Benito Sueyro. El 6 de julio del mismo año fue designado ministro del Interior en reemplazo del coronel Luis César Perlinger.
Cuando Juan D. Perón presentó su candidatura para las elecciones presidenciales de 1946 Teisaire fundó, organizó y dirigió el Partido Independiente, uno de los tres partidos que apoyaron la candidatura de Perón (los otros dos eran el Partido Laborista y la Unión Cívica Radical Junta Renovadora). El Partido Independiente, también conocido como Centros Cívicos Coronel Perón, se organizó sobre la base de centros cívicos barriales que convocaron a los sectores conservadores y nacionalistas desorganizados.
En diciembre de 1948 fue elegido Convencional por la Capital Federal para integrar la Convención Constituyente que se reunió entre enero y marzo de 1949 y reformó la Constitución Nacional.
En abril de 1954 presentó su candidatura en las elecciones convocadas para elegir al vicepresidente, debido a la muerte en 1952 de Hortensio Quijano, resultando victorioso sobre Crisólogo Larralde, el candidato de la Unión Cívica Radical.
El secretario privado de Alberto Teisaire fue el periodista Bernardo Neustadt, quien luego se convertiría en uno de los periodistas políticos más importantes del país, conocido también por sus ideas antiperonistas y luego, afines al Proceso de Reorganización Nacional.

## Participación en la quema de iglesias
Según el informe entregado al gobierno, la noche del 16 de junio de 1955 tres grupos organizados partieron del Ministerio de Salud Pública, del Servicio de Informaciones y de un local del Partido Justicialista. Este último grupo, integrado por unas 65 personas, fue el que inició el ataque a la Curia y la Catedral y habría estado bajo la responsabilidad del vicepresidente Teisaire, en tanto los otros atacaban otras iglesias, sin que la policía ni los bomberos lo impidieran.

## Derrocamiento del gobierno y declaración de Teisaire
Derrocado Perón por el golpe de Estado del 16-23 de septiembre de 1955 que dio origen a la llamada Revolución Libertadora, Teisaire fue obligado a hacer una declaración sobre los delitos que atribuía al expresidente Juan Perón, filmándose una declaración de 12 minutos en la que Teisaire leyó un documento acusador de siete páginas. 
La filmación fue dada a conocer el 4 de octubre de 1955 por el Secretario de Difusión Juan Carlos Goyeneche, disponiéndose su exhibición en los cines.
Esa declaración motivó el inmediato repudio de la revista De Frente dirigida por John William Cooke y de otros medios y políticos peronistas.[cita requerida]
Teisaire fue juzgado, privado del grado y del uso de uniforme, borrado de los registros de la Armada Argentina y permaneció encarcelado en la isla Martín García hasta 1958, manteniéndose en el anonimato hasta su fallecimiento.

## Supuesto asesinato
En algunos sitios de Internet, incluido en el de Télam, la agencia oficial de Argentina, se publica una investigación donde se menciona que el 12 de octubre de 1962, mientras el Contralmirante Alberto Teisaire, su escolta y su secretaria se encontraban almorzando en un restaurante, cuando un comando guerrillero de tendencia peronista irrumpió en el local y abrió fuego con una ametralladora asesinando a los tres comensales mencionados. Una versión similar es dada por el dirigente de la derecha peronista y diputado entre 1973 y 1976, Luis Sobrino Aranda.
Por su parte, el periodista y politólogo Fabián Bosoer refutó esta versión, con documentos que muestran que Teisaire falleció el 12 de septiembre de 1963 (nueve meses después del supuesto asesinato) aquejado de una enfermedad terminal, olvidado por sus viejos adherentes y detractores.